# Анисимов, Василий Афанасьевич
Васи́лий Афана́сьевич Ани́симов (1860—1907) — российский математик и педагог.

## Биография
Василий Афанасьевич Анисимов родился 10 марта 1860 года в с. Климов Завод (ныне — в Юхновском районе Калужской области) в семье русского крепостного крестьянина.
Успешно окончил Московский университет (согласно Большой биографической энциклопедии Киевский университет).
С 1882 по 1885 год Анисимов В. А. работал в Московском университете, а в 1887 году был командирован за границу, где (в Берлине и Париже) совершенствовал свои знания.
В 1889 году В. А. Анисимов был назначен приват-доцентом в Московском университете и защитил магистерскую диссертацию «Основания теории линейных дифференциальных уравнений» (Москва).
С 1 января 1890 года Василий Афанасьевич Анисимов — экстраординарный профессор чистой математики Варшавского университета и в 1892 году, после защиты докторской диссертации «Круг Фукса и его приложения» (в которой доказал ошибочность метода Лазаря Фукса относительно аналитического продолжения функции с помощью так называемого предельного круга), получил звание ординарного профессора. В 1898 году получил ещё кафедру чистой математики в Варшавском политехническом институте. Анисимов также получил ряд важных результатов в теории аналитических функций, теории уравнения Риккати и в теории интегрирования дифференциальных уравнений.
Василий Афанасьевич Анисимов скоропостижно скончался 9 сентября 1907 года.